# Conanthera trimaculata
Conanthera trimaculata là một loài thực vật có hoa trong họ Tecophilaeaceae. Loài này được (D.Don) F.Meigen mô tả khoa học đầu tiên năm 1893.

## Hình ảnh

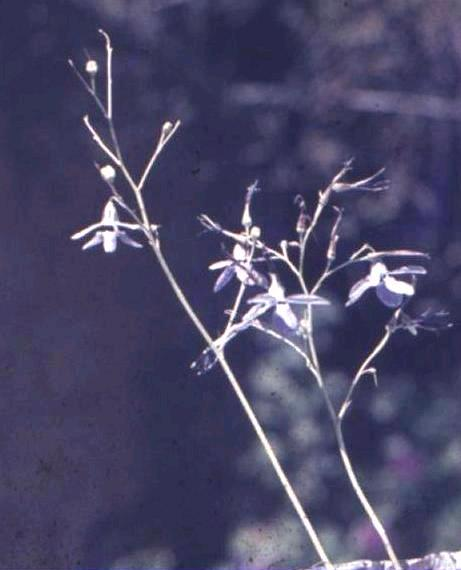
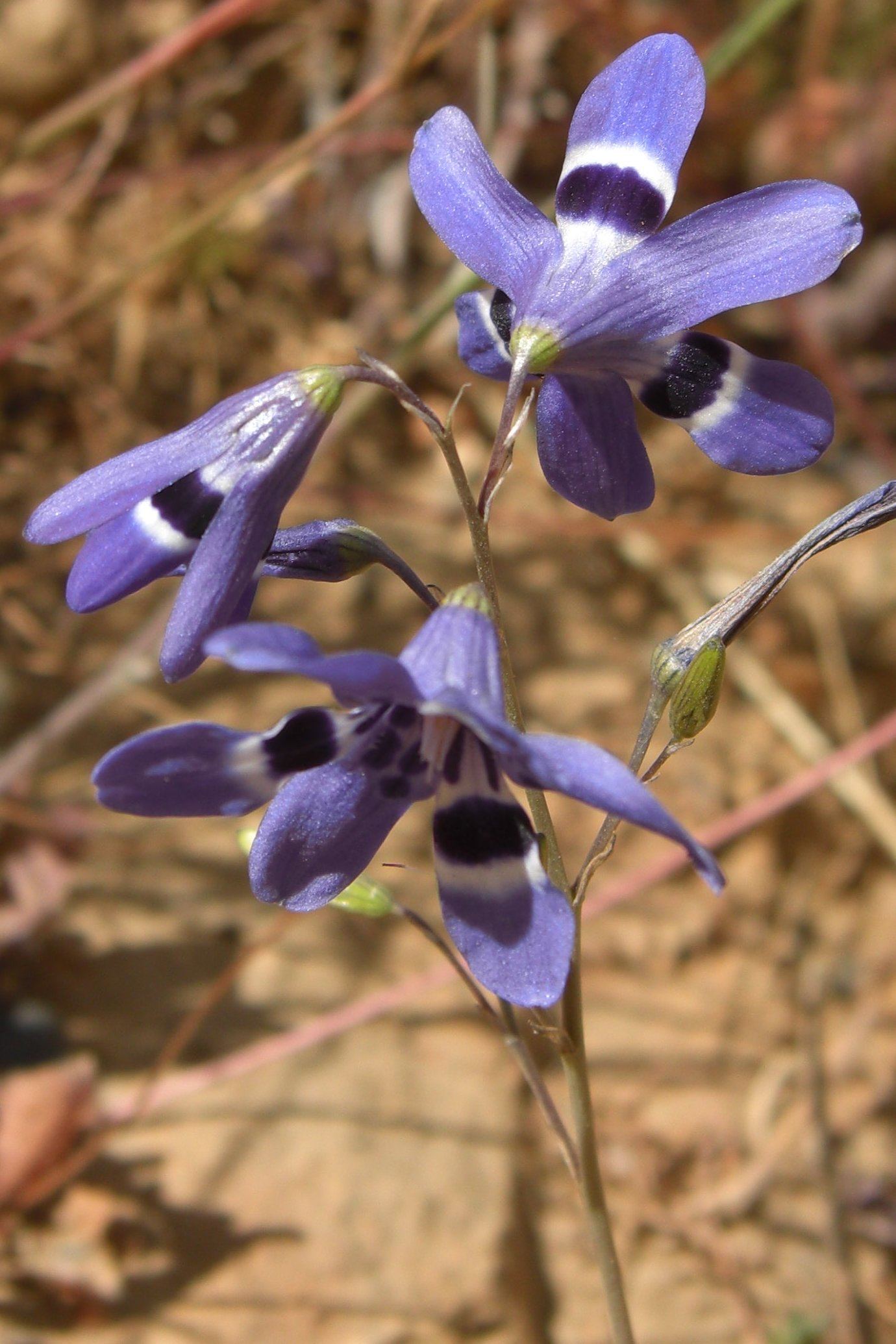
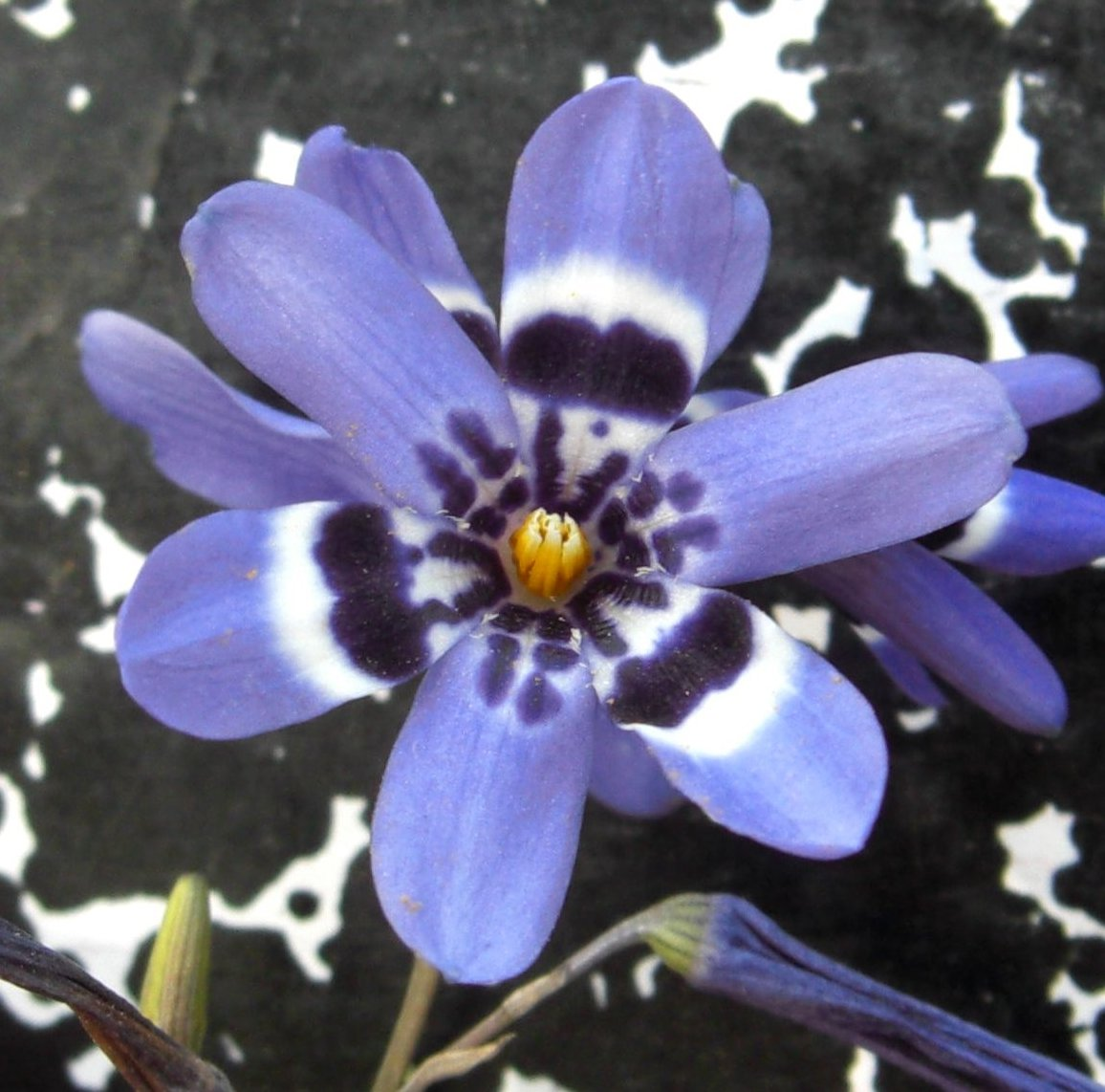